# Mario Martínez (tenista)
Mario Emilio Martínez Guzmán (La Paz, 12 de septiembre de 1961) es un exjugador de tenis boliviano. Sin dudas el mejor tenista boliviano de la historia, Martínez es el único jugador de ese país en alcanzar finales en un torneo de ATP y uno de los pocos en representar a Bolivia en el más alto nivel del tenis (junto a Ramiro Benavides). Su mejor posición en el ranking fue N°35, en septiembre de 1983. Su estilo de juego se basaba en su potencia y golpes con mucho topspin. Su carrera se vio truncada por una lesión antes de cumplir los 24 años.
Ganó 3 títulos, en 4 finales disputadas, todos sobre tierra batida.

## Títulos (3; 3+0)

### Individuales (3)
| Leyenda                |
| Grand Slam (0)         |
| Tennis Masters Cup (0) |
| ATP Masters Series (0) |
| ATP Tour (3)           |

| N.º | Fecha                    | Torneo  | Superficie    | Oponente en la final | Resultado   |
| --- | ------------------------ | ------- | ------------- | -------------------- | ----------- |
| 1.  | 22 de septiembre de 1980 | Burdeos | Tierra batida | Gianni Ocleppo       | 6-3 5-7 6-3 |
| 2.  | 13 de junio de 1981      | Venecia | Tierra batida | Paolo Bertolucci     | 6-4 6-4     |
| 3.  | 13 de septiembre de 1982 | Palermo | Tierra batida | John Alexander       | 6-4 7-5     |

### Finalista en individuales (1)
- 1981: Niza (pierde ante Yannick Noah sobre polvo de ladrillo)

### Challengers (2)
| N.º | Fecha                   | Torneo | Superficie    | Oponente en la final | Resultado   |
| --- | ----------------------- | ------ | ------------- | -------------------- | ----------- |
| 1.  | 7 de septiembre de 1981 | Mesina | Tierra batida | Robbie Venter        | 6-4 7-5     |
| 2.  | 5 de septiembre de 1983 | Mesina | Tierra batida | Patrice Kuchna       | 6-7 6-0 9-7 |

### Finalista en challengers (1)
- 1982: Mesina (pierde ante Pablo Arraya)